# Massacre de My Trach
O Massacre de My Trach (em vietnamita:  Thảm sát Mỹ Trạch) foi um morticínio de civis vietnamitas, executado pelo exército da França, em 29 de Novembro de 1947, durante a ocupação francesa do Vietnã.

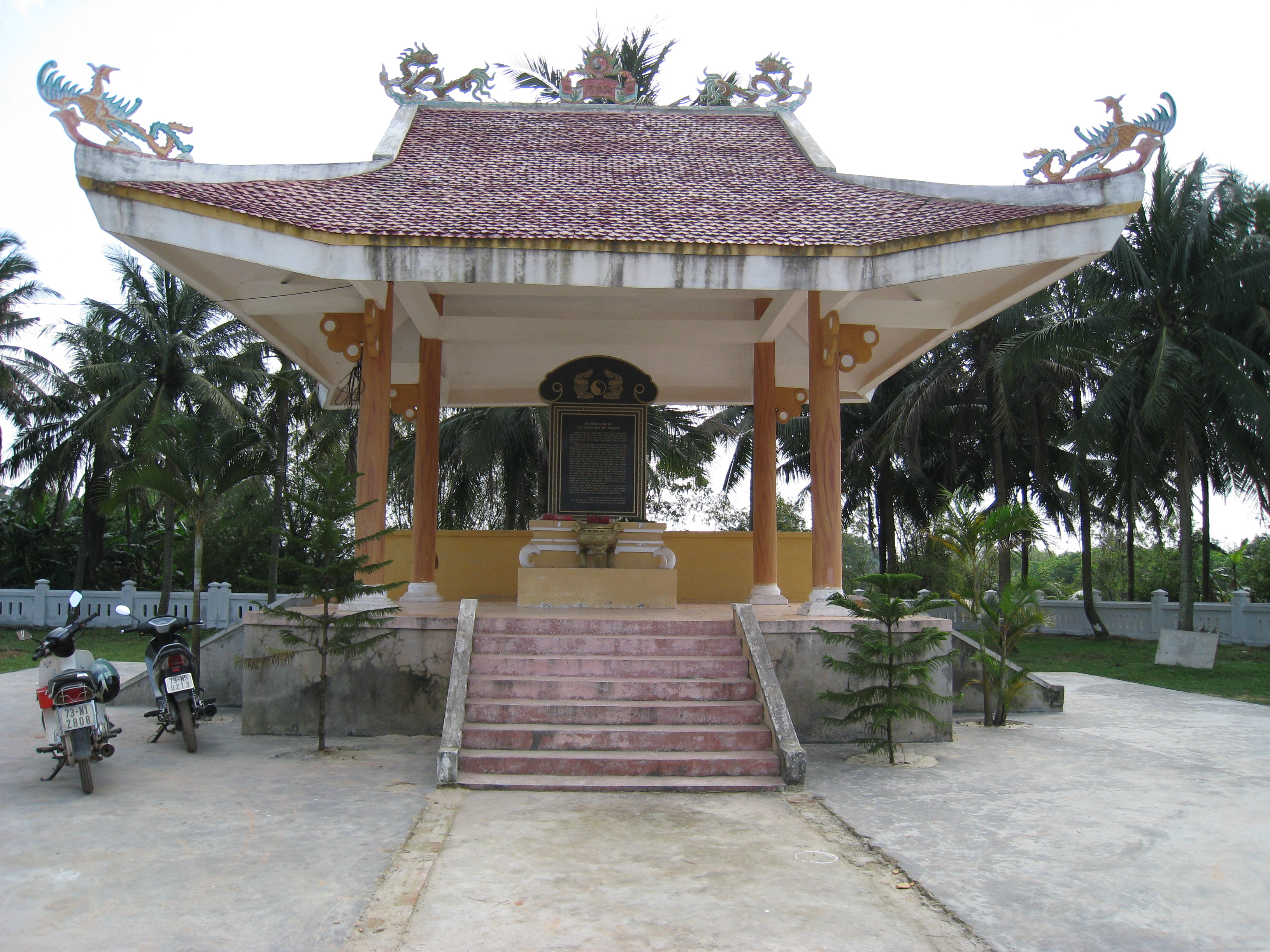
Parque memorial das vítimas do Massacre de My Trach, na província de Quang Binh

## História
O massacre ocorreu na aldeia de My Trach, província de Quang Binh, quando tropas francesas obrigaram os moradores a desocuparem suas casas (que foram incendiadas), sendo conduzidos a uma ponte da estrada de ferro, situada às proximidades da aldeia. Lá, eles foram enfileirados  e assassinados com rajadas de metralhadora.
Mais de 300 residentes em My Trach foram mortos (quase a metade da população da aldeia), dos quais, 170 eram mulheres e 157 eram crianças.
Atualmente, no Vietnã, a data do massacre é pranteada pelos sobreviventes como o "dia do ódio".
Um parque comemorativo, com uma placa contendo os nomes das vítimas, foi erigido no local, sendo considerado, pelo Ministério da Cultura do Vietnã, como parte das relíquias históricas nacionais.